# Skarvs Långören
Skarvs Långören är en ö i Finland. Den ligger i Finska viken och i kommunen Lovisa i den ekonomiska regionen  Lovisa i landskapet Nyland, i den södra delen av landet. Ön ligger omkring 78 kilometer öster om Helsingfors.
Öns area är 1,4 hektar och dess största längd är 370 meter i nord-sydlig riktning.